# Guadalajara, Spania

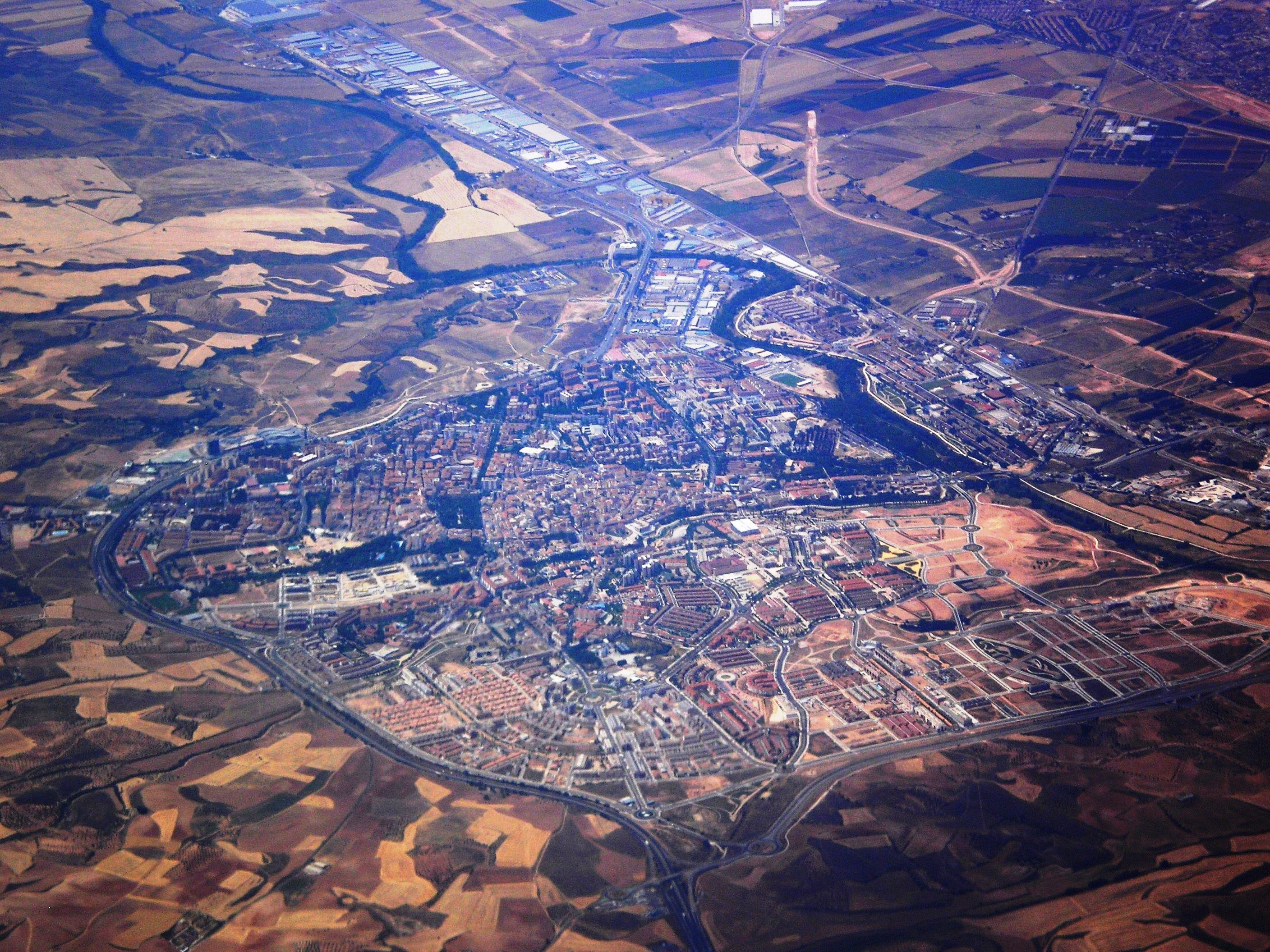
Guadalajara

Guadalajara este un oraș în provincia Guadalajara, din comunitatea autonomă Castilia-La Mancha, Spania.